# Kabupaten Aceh Barat
Kabupaten Aceh Barat es una de las regencias o municipios (kabupaten) localizados en la provincia de Aceh en Indonesia. El gobierno local del kabupaten se encuentra en la ciudad de Meulaboh.
El kabupaten de Aceh Barat comprende una superficie de 10 097.04 km² y ocupa parte de la costa occidental de la isla de Sumatra. La población se estima en unos 175.000 habitantes.
El kabupaten se divide a su vez en 12 Kecamatan y 321 Desa.
Este kabupaten fue uno de los más duramente castigados por el terremoto del océano Índico de 2004. El 26 de diciembre de 2004 el terremoto asoló la costa oeste de Sumatra y produjo el posterior tsunami, provocando una catástrofe que se llevó la vida de 220.000 personas a lo largo del océano Índico.